# Spencer (wieś w stanie Wisconsin)
Spencer – wieś w Stanach Zjednoczonych, w stanie Wisconsin, w hrabstwie Marathon.